# Lilla Lockegöl
Lilla Lockegöl är en sjö i Mönsterås kommun i Småland och ingår i Emåns huvudavrinningsområde. Sjön är 8,6 meter djup, har en yta på 0,01 kvadratkilometer och är belägen 61 meter över havet. Vid provfiske har abborre och gädda fångats i sjön.